# سندمن (دی‌سی کامیکس)
سندمن (به انگلیسی: Sandman) نامی مستعار برای چندین شخصیت خیالی در کتاب‌های کامیک آمریکایی منتشر شده توسط دی‌سی کامیکس است. آن‌ها در داستان‌های ژانرهای مختلفی ظاهر شده‌اند که از جمله آنان می‌توان به شخصیت کارآگاه وسلی دادز، ابرقهرمان‌هایی همانند گرت سنفورد و هکتور هال، و شخصیت فانتزی اساطیری که بیشتر تحت نام دیریم شناخته می‌شود، اشاره کرد. نام آن‌ها برگرفته از شخصیتی افسانه‌ای به همین نام است که افراد به‌ویژه کودکان را به خواب می‌برد و با پاشیدن شن با آب‌پاش جادویی در چشمانشان خواب‌های خوب به ارمغان می‌آورد، که هر کدام از آن‌ها ارتباط و ریشه در دیریمینگ دارد، و تلاش برای پیوند داستان آن‌ها به یک تداوم مشترک در دنیای دی‌سی کامیکس.